# Lebrecht Henneberg
Ernst Lebrecht Henneberg (Wolfenbüttel, 27 de setembro de 1850 – Munique, 29 de abril de 1933) foi um matemático alemão, professor de mecânica.

## Vida
Filho de Heinrich Henneberg e sua mulhre Sophie Rimpau. Estudou matemática de 1870 a 1876 em Zurique, Heidelberg e Berlim, com um doutorado em 1875 em Zurique, orientado por Hermann Amandus Schwarz, com a tese Ueber solche Minimalflächen, welche eine vorgeschriebene ebene Curve zur geodätischen Linie haben. Após a habilitação em 1876 em Zurique foi a partir de 1878 professor associado de geometria descritiva e sintética e estática gráfica na Universidade Técnica de Darmstadt. Em 1879 tornou-se então professor de mecânica.
Em 1888 foi eleito membro da Academia Leopoldina. Foi em 1890 um dos membros fundadores da Associação dos Matemáticos da Alemanha.
Em 1903 escreveu um artigo sobre estática gráfica na Encyklopädie der mathematischen Wissenschaften.